# Santa Rosalía (Baja California Sur)
Santa Rosalía é uma cidade do México, localizada no estado de Baja California Sur, sendo a sede do município de Mulegé. Em 2015, a cidade tinha uma população total de 14 160 habitantes. Situa-se na costa do Golfo da Califórnia, na Península de Baixa Califórnia, tendo sido uma cidade operária no passado.